# Bangued

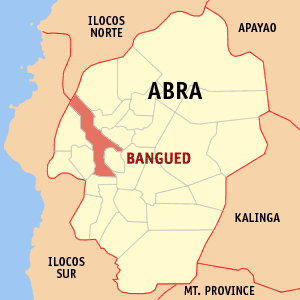
Bangueds läge i provinsen Abra.

Bangued är en ort på ön Luzon i Filippinerna. Den är administrativ huvudort för provinsen Abra som är belägen i Kordiljärernas administrativa region.
Bangued räknas officiellt inte som stad utan är en kommun. Kommunen är indelad i 31 smådistrikt, barangayer, varav 24 är klassificerade som landsbygdsdistrikt och 7 som tätortsdistrikt. Hela kommunen har 38 965 invånare (folkräkning 1 maj 2000) varav 11 506 invånare bor i centralorten.